# Марш равенства (Москва)

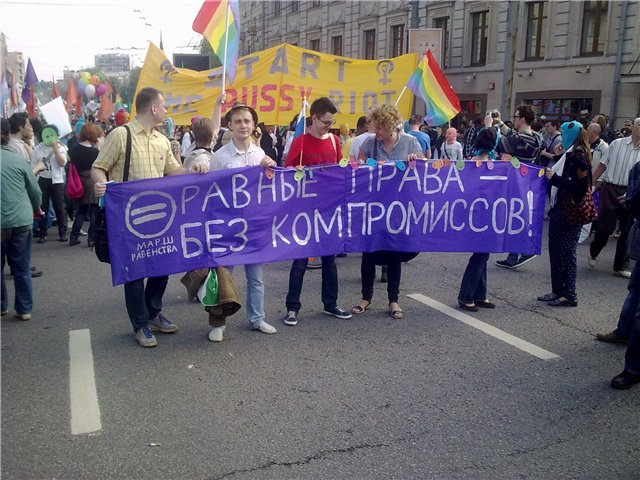
Колонна Марша равенства на общедемократическом шествии в Москве 6 мая 2012 года.

«Марш равенства» — российские публичные акции в защиту прав женщин и ЛГБТ (лесбиянок, геев, бисексуалов и трансгендеров), а также против всех видов дискриминации. Мероприятия проводятся в Москве. В оргкомитет акции входят «Левое социалистическое действие», «Комитет за рабочий интернационал», «Радужная Ассоциация», феминистки и правозащитники. В акции в разное время также принимали участие анархисты и активисты движения «Солидарность».

## Цели и задачи
Концепция публичных акций «Марша равенства» заключается в объединении тем дискриминации женщин и ЛГБТ.
Организаторы «Марша равенства» обращают внимание на то, что женщина в современном обществе, по их мнению, подвергается дискриминации и находится в худшем положении, чем мужчина. Например, средняя заработная плата женщин значительно меньше платы за ту же работу, выполняемую мужчинами.
Организаторы маршей обращает внимание на то, что, по их мнению, патриархальная мораль, разделяющая общество на маскулинную и фемининную роли, сводит сексуальные отношения к обладанию/подчинению, при которых мужчина является субъектом отношений, а женщина — их объектом.
«Марши равенства» направлены также на защиту прав ЛГБТ. Их участники указывают на дискриминацию гомосексуальных мужчин за «уподобление женщинам» и дискриминацию лесбиянок за их выход за рамки патриархальной концепции, при которой женщины должны играть роль «придатка мужчин».
Организаторы «Марша равенства» считают, что власть, прикрываясь гомофобными законами, пытается проводить сокращение социальных гарантий, урезание бюджета и.т.д. Так, законодательное собрание Санкт-Петербурга отклонило пять законопроектов, направленных на защиту семьи, вместо этого приняв закон о запрете «пропаганды гомосексуализма» среди несовершеннолетних. Более того, законы о запрете «пропаганды» бьют, в первую очередь, по гомосексуальным подросткам, так как провоцируют ненависть и травлю по отношению к ним, а также невозможность таких подростков получить объективную информацию о своей сексуальности. В связи с этим среди гомосексуальных подростков количество самоубийств значительно выше, чем среди их гетеросексуальных сверстников.
Участники марша выступают также и против ограничения права женщины на аборт, за право выбора женщины — делать ей аборт или нет. Кроме того, женщины, ЛГБТ и другие группы, подвергшиеся насилию, должны иметь возможность получить помощь в кризисных центрах, для чего должны быть разработаны программы по адаптации.
По мнению активистов «Марша Равенства», только при солидарности всех угнетённых групп, вне зависимости от пола, национальности, возраста, сексуальности, можно будет преодолеть дискриминацию.

## Акции и кампании

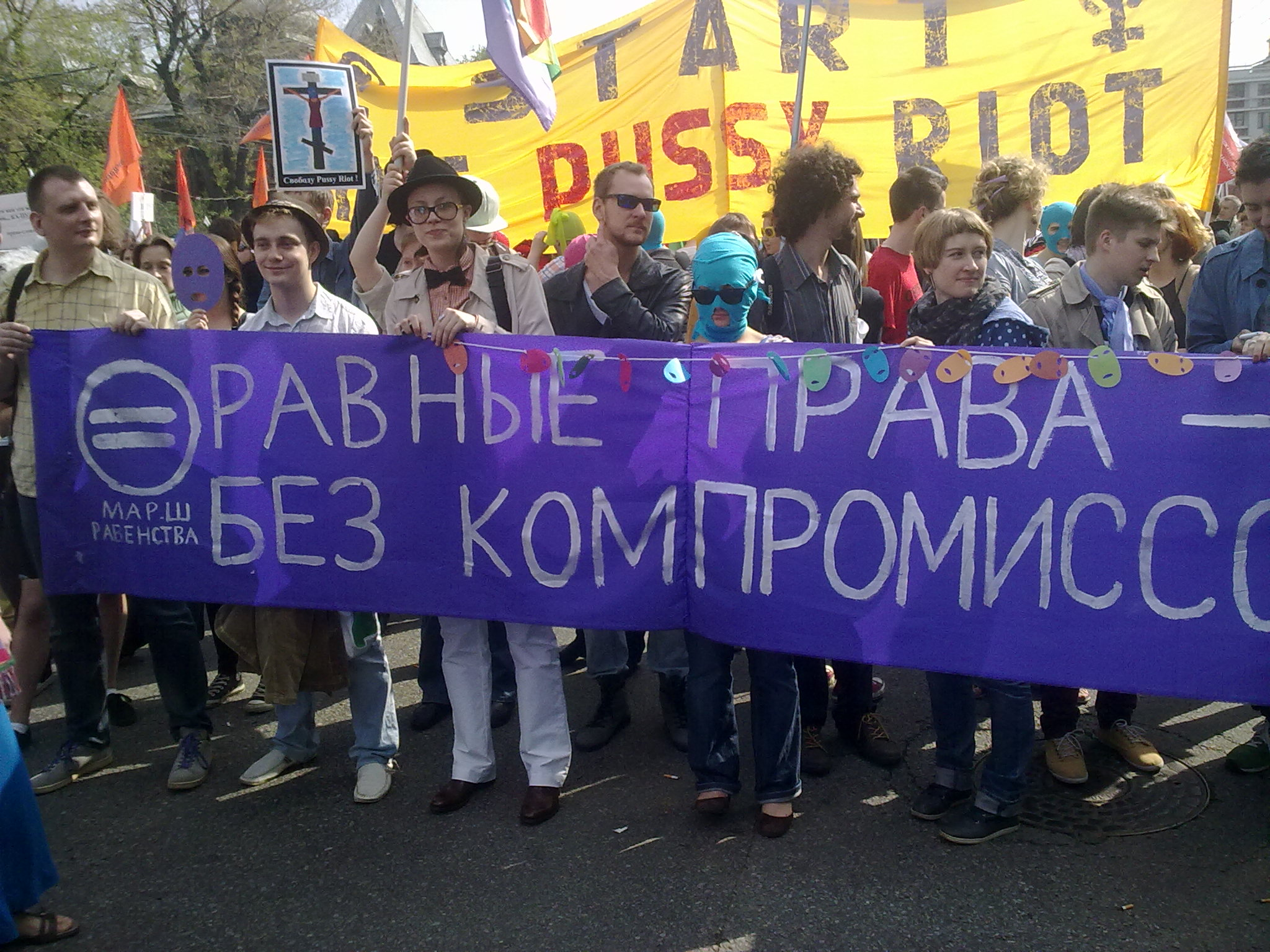
Марш Равенства

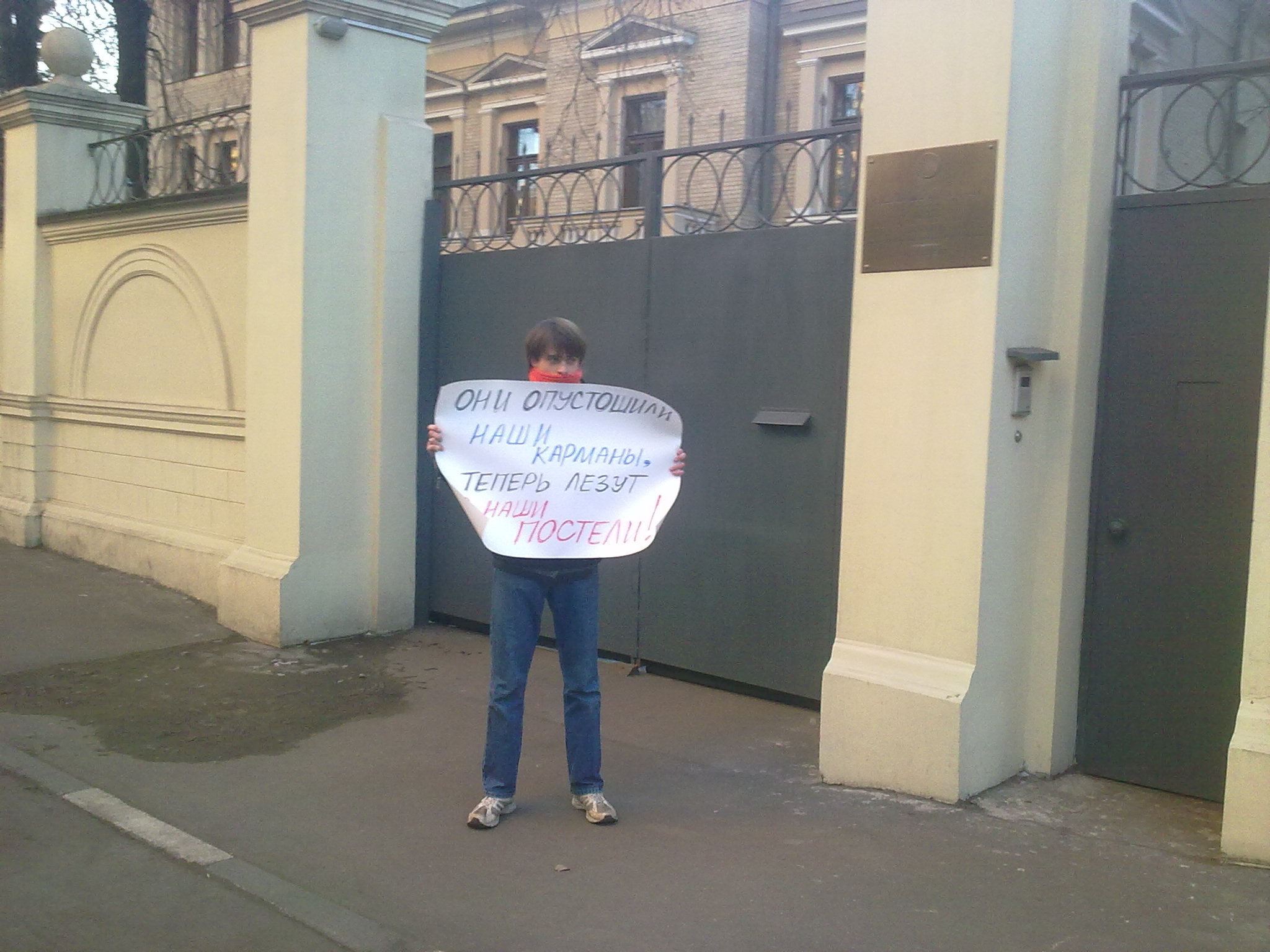
Антигомофобный пикет у представительства Санкт-Петербурга в Москве

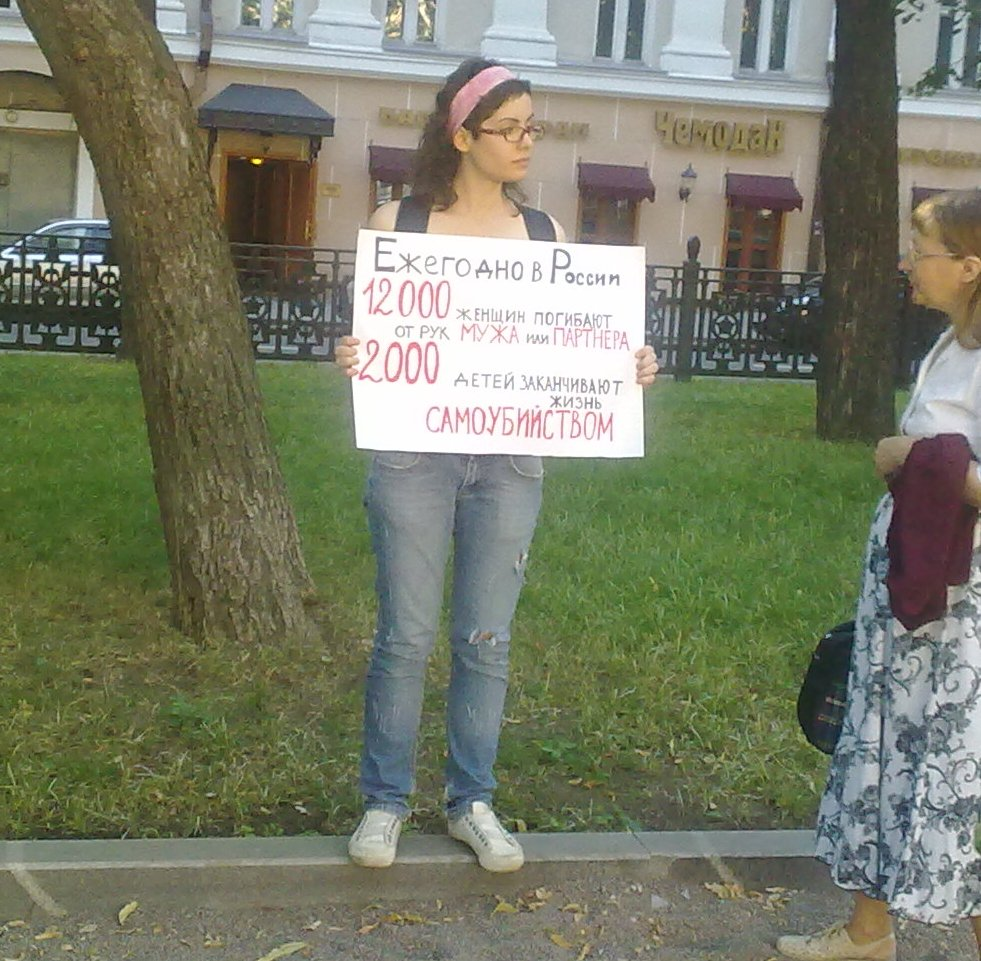
Контрпикет у акции православных активистов

Первый Марш равенства прошёл 29 мая 2010 года, второй — 22 мая 2011 года, третий — 1 октября 2011 года, и четвёртый, с названием «Марш горящих сердец», состоялся 2 июня 2012 года.
Первый марш равенства состоялся на старом Арбате, в нём приняли участие, по разным оценкам, от 20 до 30 человек. Акция прошла без согласования с властями, при этом никто не был задержан. Участники акции указывали на дискриминацию геев и лесбиянок как родителей, а также констатировали, что целью ЛГБТ-активистов сейчас является не карнавал, а равные права. Во время шествия они скандировали лозунги: «Гей-равноправие без компромиссов!», «Нет дискриминации по полу и ориентации!», «Заучи как дважды два: лишь борьба даёт права!» и др.
Второй марш, так же как и первый, прошёл в форме несогласованного шествия по Гоголевскому бульвару и собрал более пятидесяти человек. В мэрию подавалась заявка на проведение акции, но в согласовании было отказано с формулировкой, что цели акции могут вызвать негативную реакцию в обществе. В акции впервые приняли участие анархисты.
Третий марш был согласован с мэрией, но активисты с ЛГБТ-символикой на нём задерживались ОМОНом. Основной темой акции стали законопроекты о «пропаганде гомосексуализма». В акции приняло участие порядка 70 человек, митинг проходил около памятника Грибоедову. На час раньше примерно в этом же месте проходила акция националистов. Лидеры националистов заранее призвали своих сторонников дать отпор участникам «Марша равенства». Во время самой акции стычек с националистами не было, так как акцию охраняла полиция и периодически задерживала лиц, похожих на националистов. Однако, после завершения акции произошло физическое противостояние между участниками акции, с одной стороны, и националистами — с другой. Стычки продолжились и в метро.
Четвёртый «Марш равенства» («Марш горящих сердец»), также как и третий, но со второй попытки, был согласован с властями Москвы. Однако, в этот раз полиция не препятствовала его проведению и даже охраняла его от гомофобов, которые пришли ему препятствовать. В митинге на набережной Тараса Шевченко приняло участие около 100 человек, после завершения митинга активисты, свернув символику, организованно под охраной полиции прошли до станции метро «Киевская». «Марш горящих сердец» был назван так по следам высказывания журналиста Дмитрия Киселёва, который предложил сжигать сердца геев, чтобы не использовать их в качестве донорских органов. Организаторы «Марша равенства» в ответ заявили, что «Мракобесы сгорают от ненависти и страха, а наши сердца горят гневом и возмущением. Они горят жаждой справедливости и способны зажечь сердца других». Значительная часть плакатов на «Марше горящих сердец» была посвящена проблемам лиц с ограниченными возможностями (инвалидов). Четвёртый «Марш равенства» получил широкое освещение в СМИ, как первая масштабная акция ЛГБТ в Москве, согласованная с властями. По данному поводу прозвучали высказывания депутатов Госдумы и сенаторов.
Помимо самих маршей, оргкомитет «Марша равенства» проводит и другие мероприятия в поддержку прав ЛГБТ: участвует в оппозиционных шествиях в Москве, формируя там отдельную колонну, проводит пикеты против законов о «пропаганде гомосексуализма» и по другим поводам, а также круглые столы и пресс-конференции.